# Сесілія Невілл
Сесілія Невілл (англ. Cecily Neville; 3 травня 1415 — 31 травня 1495) — англійська шляхтанка, дружина Річарда, герцога Йоркського (1411—1460), мати двох королів Англії — Едуарда IV і Річарда III. Сесілія Невілл була відома як «Троянда Рейбі», тому що вона народилася в замку Рейбі в Даремі, і «Горда Сіс» через її гордість і вдачу, що супроводжувалася цим, хоча вона також була відома своєю побожністю. Вона сама підписалася «Сесіл».
Її чоловік, герцог Йоркський, був головним претендентом на Англійський трон від дому Йорків у період Війн троянд аж до своєї смерті в 1460 році. Їхній син Едуард фактично зайняв престол як Едуард IV у 1461 році після повалення короля Генріха VI з дому Ланкастерів. Таким чином герцогиня Йоркська трохи не стала королевою-консортом Англії.

## Сім'я
Сесілія Невілл була наймолодшою з 22 дітей Ральфа Невілла, 1-го графа Вестморленду, у цьому випадку народжена його другою дружиною Джоан Бофорт. Її бабусею і дідусем по батькові були Джон Невілл, 3-й барон Невіль де Рабі, і Мод Персі, дочка Генрі де Персі, 2-й барон Персі. Її бабусею і дідусем по материнській лінії були Джон Гонт, 1-й герцог Ланкастерський, і його третя дружина Кетрін Свінфорд. Джон Гонт був третім сином короля Англії Едуарда III і Філіппи Ено, який досяг повноліття.
Вона була тіткою Річарда Невілла, 16-го графа Ворвіка, одного з провідних ровесників і воєначальників свого покоління, двоюрідною тіткою королеви-консорта Анни Невілл, яка вийшла заміж за її сина Річарда III, і пра-пра-пра- тітка королеви-консорта Катерини Парр, шостої дружини її правнука, короля Генріха VIII.

## Герцогиня Йоркська
У 1424 році, коли Сесілія було вісім років, її батько заручив її з його тринадцятирічним підопічним Річардом Плантагенетом, 3-м герцогом Йоркським. Ральф Невілл помер у жовтні 1425 року, заповівши опіку над Річардом своїй вдові Джоан Бофорт. До жовтня 1429 року Сесілія та Річард одружилися. Їх перша дитина, Анна Йоркська, народилася в серпні 1439 року в Нортгемптонширі. Коли Річард став королівським лейтенантом і генерал-губернатором Франції в 1441 році і переїхав до Руана, Сесілія переїхала з ним. Їхній син Генрі народився в лютому, але незабаром помер.
Їхній наступний син, майбутній король Едуард IV, народився в Руані 28 квітня 1442 року і відразу ж був охрещений приватно в маленькій бічній каплиці. Пізніше його двоюрідний брат Річард Невілл, 16-й граф Ворік, і його власний брат Джордж, герцог Кларенський, звинуватили його в нелегітимності, що було звичайним методом дискредитації політичних ворогів. Джордж і Ворік у той час сперечалися з Едуардом і прагнули скинути його як короля. Згодом претензії будуть відхилені. Проте, деякі сучасні історики серйозно розглядають це питання та використовують дату народження Едуарда як підтверджуючий доказ: якщо припустити, що Едуард не був недоношеним (доказів у будь-якому випадку немає), Річард Йоркський був би за кілька днів шляху від Сесілії на час зачаття та хрещення дитини було простою та приватною справою, на відміну від справи його молодшого брата Едмунда, графа Ратленда, яка була публічною та розкішною. Однак інші історики заперечують це, зазначаючи, що чоловік Сесілії міг легко, згідно з військовими конвенціями того часу, ненадовго повернутися до Руана, де на той час жила Сесілія, тоді як конвенції про хрещення того часу означали, що низька — ключове хрещення було б більш імовірним через відносно низький політичний статус Річарда Йоркського на той час і побоювання за виживання дитини. Якби різницю в хрещенні сприймали як відмову від визнаного й улюбленого спадкоємця, це було б не лише приниженням дружини, яку Річард цінував до і після народження Едуарда, а й особистим і політичним приниженням. У будь-якому випадку Річард визнав дитину своєю, що встановило законне батьківство.
Близько 1454 року, коли Річард почав обурюватися впливом Едмунда Бофорта, 2-го герцога Сомерсета (двоюрідного брата його дружини), Сесілія розмовляла з королевою-консортом Маргаритою Анжуйською від його імені. Коли пізніше того ж року у Генріха VI стався нервовий зрив, Річард Йоркський затвердив себе як протектор.
Після початку Війни троянд у 1455 році залишилася в їхньому домі, замку Ладлоу, навіть після того, як Річард втік до Ірландії та континентальної Європи. У той же час вона таємно працювала на благо дому Йорків. Коли в листопаді 1459 року парламент почав обговорювати долю герцога Йоркського та його прихильників, Сесілія вирушила до Лондона, щоб заступитися за свого чоловіка. Один сучасний коментатор заявив, що вона нібито переконала короля пообіцяти помилування, якщо герцог з'явиться в парламенті через вісім днів. Ця спроба провалилася, і землі Річарда були конфісковані, але Сесілі вдалося отримати щорічний грант у розмірі 600 фунтів стерлінгів, щоб утримувати себе та своїх дітей.
Після перемоги йорків у битві при Нортгемптоні в липні 1460 року Сесілія разом із дітьми переїхала до Лондона й жила з адвокатом Джоном Пастоном. Під час тріумфу в Лондоні у вересні вона несла перед Річардом королівський герб. Коли герцог Йоркський та його спадкоємці були офіційно визнані спадкоємцями Генріха VI згідно з Актом про згоду, Сесілія стала королевою в очікуванні та навіть отримала копію англійської хроніки від літописця Джона Гардінга.
Але в битві при Вейкфілді 30 грудня 1460 року ланкастерці здобули вирішальну перемогу. Серед жертв були герцог Йоркський, його другий син Едмунд, граф Ратленд, і брат Сесілії Річард Невілл, граф Солсбері. Сесілія відправила двох своїх молодших синів, Джорджа та Річарда, до двору Філіпа III, герцога Бургундського. Це змусило Філіпа піти на союз із йоркістами.

## Мати двох королів, двоюрідна тітка королеви та бабуся королеви
Старший син Сесілії Едуард успішно продовжив боротьбу з ланкастерцями. Коли Сесілія переїхала до замку Бейнард у Лондоні, він став штаб-квартирою йорків, і після того, як Едуард переміг ланкастерців і зійшов на престол, її шанували як матір короля.
На початку правління Едуарда Сесілія з'явилася поруч з ним і зберегла свій вплив. У 1461 році вона переглянула свій герб, включивши королівський герб Англії, натякаючи, що її чоловік був законним королем. Коли Едуард одружився з Єлизаветою Вудвілл, він побудував для неї нові покої королеви і дозволив своїй матері залишитися в покоях королеви, де вона жила.
У 1469 році її племінник Річард Невілл, 16-й граф Ворік, тесть її синів Джорджа та Річарда III, повстав проти Едуарда IV. Вона відвідала Сендвіч, можливо, намагаючись примирити сторони. Коли повстання вперше зазнало невдачі, вона запросила Едуарда та Джорджа до Лондона, щоб примирити їх. Мир тривав недовго, і в майбутній війні вона все ж намагалася помиритися між своїми синами.
Едуард IV був ненадовго скинутий Воріком і Маргаритою Анжуйською, і приблизно на шість місяців (жовтень 1470 — квітень 1471) на троні був відновлений Генріх VI. Розрив між Едуардом і його братом Джорджем, мабуть, так і не був загоєний. 18 лютого 1478 року Джордж був страчений за зраду в Лондонському Тауері. Едуард IV раптово помер 9 квітня 1483 року, залишивши двох синів у віці 13 і 10 років, старшого з яких відомий історії як король Едуарда V. За заповітом Едуарда їхнім захисником був призначений молодший син Сесілії Невілл, їхній дядько, Річард. Але він розмістив їх у Лондонському Тауері, як це було прийнято для королів, які чекали своєї коронації; їх доля досі є предметом суперечок. Подальше розслідування виявило, що шлюб Едуарда IV з Єлизаветою Вудвіль був недійсним. Таким чином, актом парламенту в 1484 році так звані принци в Тауері були оголошені нелегітимними, а їхній дядько Річард 6 липня 1483 року коронувався як Річарда III.
Герцогиня Сесілія була в хороших стосунках із дружиною Річарда, леді Анною Невілл (її внучатою племінницею, крім того, що вона була її невісткою), з якою вона обговорювала релігійні твори, такі як твори Мехтильди з Гакеборна.
Правління Річарда було коротким; він зазнав поразки та був убитий 22 серпня 1485 року в битві при Босворті лідером ланкастерської партії Генріхом Тюдором, який негайно зайняв престол як король Генріх VII. Таким чином, чоловік і четверо синів Сесілії померли до 1485 року, хоча дві її доньки, Єлизавета і Маргарет, ще були живі. 18 січня 1486 року онука Сесілії, Єлизавета Йоркська, старша дочка Едуарда IV, вийшла заміж за Генріха VII і стала королевою Англії. Її правнук Артур народився в тому ж році, тоді як її правнучка Маргарет народилася в 1489 році, а правнук Генрі в 1491 році, і все це до її смерті. Герцогиня Сесілія присвятила себе релігійним обов'язкам, і її репутація благочестя походить з цього періоду.

## Смерть і воля
Герцогиня померла 31 травня 1495 року і була похована в гробниці разом зі своїм чоловіком Річардом та їхнім сином Едмундом у церкві Святої Марії та Всіх Святих, Фотерінгей, Нортгемптоншир, з папською індульгенцією. Усі наступні англійські та пізніші британські монархи, починаючи з Генріха VII, є нащадками Єлизавети Йоркської, а отже, Сесілії Невілл.
«Сесілія, дружина благородного принца Річарда, покійного герцога Йоркського», склала свій заповіт 1 квітня 1495 року. Це було доведено в прерогативному суді Кентербері 27 серпня того ж року.

## Діти
Її дванадцять дітей від Річарда Плантагенета, 3-го герцога Йоркського, були такими:
1. Анна Йоркська (10 серпня 1439 — 14 січня 1476), дружина Генрі Голланда, 3-го герцога Ексетерського,в другому шлюбі сера Томаса Сент-Леджера
2. Генріх Йоркський (10 лютого 1441 — 10 лютого 1441), помер незабаром після народження
3. Едуард IV Король Англії (28 квітня 1442 — 9 квітня 1483)
4. Едмунд, граф Ратлендський (17 травня 1443 — 30 грудня 1460), загинув у битві при Вейкфілді
5. Єлизавета Йоркська (22 квітня 1444 — можливо, після січня 1503), дружина Джона де ла Поля, 2-го герцога Саффолка
6. Маргарита Йоркська (3 травня 1446 — 23 листопада 1503), вийшла заміж за Карла I, герцога Бургундського
7. Вільям Йоркський (7 липня 1447 — помер молодим)
8. Джон Йоркський (7 листопада 1448 — помер молодим)
9. Джордж Плантагенет, 1-й герцог Кларенс (21 жовтня 1449 — 18 лютого 1478), страчений Едуардом IV
10. Томас Йоркський (1450/1451 — помер молодим)
11. Річард III король Англії (2 жовтня 1452 — 22 серпня 1485), загинув у битві при Босворт-Філд[7]
12. Урсула Йоркська (22 липня 1455 — померла молодою)

## Герб

Герб Сесілі Невілл, герцогині Йоркської

Річард Йоркський став 3-м герцогом Йоркським у 1432 році. Як дружина герцога Йоркського, Сесілі вживал герб свого чоловіка, переплетений з гербом свого батька, графа Вестморленда (Невілла).
Опис: розсічено. У першій почетвертованій половині, 1-а і 4-а, чверть містить герб Франції, 2-а і 3-я — Англії, з ламбелем з трьома кінцями, кожна з яких обтяжена трьома червоними трояндами. У другій червоній половині срібний андріївський хрест (Невілл).
Щитотримачі: зправа — білий лев (подібний до того, який вживав її син, Едуард IV, прийняв як граф Марш), зліва — прикутий срібний Олень/Олень; увінчаний значком прикутого сокола.
Як дочка Ральфа Невілла, 1-го графа Вестморленду, Сесілі успадкувала герб Вестморленду, який був з'єднаний з гербом герцога Йоркського. Герцог Йоркський успадкував пов'язані з ним герби свого діда, Едмунда Ленглі, сина короля Едуарда III[6]. 1461 року Сесілія змінила герб, включивши до нього королівський герб Англії, щоб показати, що її покійний чоловік був законним королем.

## Вигадані образи

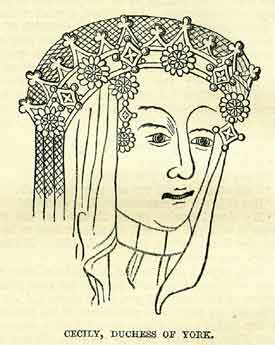
Сесілія в уявленні Едварда Гардінга, 1792, Національна портретна галерея, Лондон

Сесілія Невілл у ролі герцогині Йоркської є головною героїнею п'єси Шекспіра «Трагедія короля Річарда III». Її зображують такою, що відчуває глибоку прихильність до своїх мертвих синів Джорджа та Едуарда, але холодна й нелюбовна до Річарда, якого вона називає «фальшивим склом, яке засмучує мене, коли я бачу в ньому свій сором». Оскільки Річард зображений у вигляді горбаня, герцогиня, здається, ненавидить його за його каліцтво і за його важкі пологи, про які пліткують кілька персонажів п'єси. Після того, як Річард покінчив із Принцами в Тауері, його мати повністю відвертається проти нього, проклинаючи його проклятими словами: «Кривавий ти, Кривавий буде твій кінець!» Її зображували багато відомих актрис, у тому числі Елінор Ейкін, Елеонор Брон, Аннет Кросбі (для BBC Shakespeare у 1983 році), Гелен Гейі (у фільмі Лоуренса Олів'є 1955 року), Енн Джеффріс та у фільмі 1995 року з Ієном Мак-Келленом у головній ролі, дама Меггі Сміт.
У 2013 і 2017 роках герцогиню грає Керолайн Гудолл в телесеріалах «Біла королева» і «Біла принцеса» відповідно; серіал, заснований на трьох романах із серії «Війна двоюрідних братів» письменниці Філіппи Ґрегорі. У першому епізоді перша сцена леді Сесілії — це спілкування з Жакеттою Люксембурзькою та її дочкою Єлизаветою Вудвілл. На цій зустрічі Жакетта, як рупор доньки, дійсно переступає історичну межу. Несхвальна герцогиня, яку в реальному житті називали «гордою Сіс», занадто легко піддається впливу соціальних низів, коли вони викривають її очевидний «таємний» роман з французьким лучником, і Єлизавета наказує їй вклонитися перед нею. Втративши дар мови, вона замовкає за лічені хвилини, майже залякана ними. Хоча сучасні уявлення про «ввічливість» диктували крайні форми підпорядкування королеві, це леді Сесілі зі сторінок роману, а не реальна горда аристократка, яка відстоювала власне право на владу.
У 2016 році Невілл зіграла Джуді Денч у міні-серіалі BBC Порожня корона, у третьому епізоді; який заснований на п'єсі Вільяма Шекспіра «Річард III».
Історичний роман Шерон Кей Пенман «Сонце в пишноті» зображує Невілл відносно точно відповідно до історичних записів як гордої матріархи родини Йорків і люблячої, але суворої матері для всіх своїх дітей. У книзі багато уваги приділяється її презирству до Єлизавети Вудвілл, а також її спробам примирити різноманітні ворожнечі між її синами.

## Походження
|  |                                            |  |  |  |  |  |  |  |  |  |  |  |  |  |  |  |
|  | 8. Ральф Невілл, 2-й барон Невілл де Рабі  |  |  |  |  |  |  |  |  |  |  |  |  |  |  |  |
|  |                                            |  |  |  |  |  |  |  |  |  |  |  |  |  |  |  |
|  |                                            |  |  |  |  |  |  |  |  |  |  |  |  |  |  |  |
|  | 4. Джон Невілл, 3-й барон Невілл де Рабі   |  |  |  |  |  |  |  |  |  |  |  |  |  |  |  |
|  |                                            |  |  |  |  |  |  |  |  |  |  |  |  |  |  |  |
|  |                                            |  |  |  |  |  |  |  |  |  |  |  |  |  |  |  |
|  | 9. Аліса Одлі                              |  |  |  |  |  |  |  |  |  |  |  |  |  |  |  |
|  |                                            |  |  |  |  |  |  |  |  |  |  |  |  |  |  |  |
|  |                                            |  |  |  |  |  |  |  |  |  |  |  |  |  |  |  |
|  | 2. Ральф Невілл, 1-й граф Вестморлендський |  |  |  |  |  |  |  |  |  |  |  |  |  |  |  |
|  |                                            |  |  |  |  |  |  |  |  |  |  |  |  |  |  |  |
|  |                                            |  |  |  |  |  |  |  |  |  |  |  |  |  |  |  |
|  | 10. Генрі де Персі, 2-й барон Персі        |  |  |  |  |  |  |  |  |  |  |  |  |  |  |  |
|  |                                            |  |  |  |  |  |  |  |  |  |  |  |  |  |  |  |
|  |                                            |  |  |  |  |  |  |  |  |  |  |  |  |  |  |  |
|  | 5. Мод Персі                               |  |  |  |  |  |  |  |  |  |  |  |  |  |  |  |
|  |                                            |  |  |  |  |  |  |  |  |  |  |  |  |  |  |  |
|  |                                            |  |  |  |  |  |  |  |  |  |  |  |  |  |  |  |
|  | 11. Ідонея Кліффорд                        |  |  |  |  |  |  |  |  |  |  |  |  |  |  |  |
|  |                                            |  |  |  |  |  |  |  |  |  |  |  |  |  |  |  |
|  |                                            |  |  |  |  |  |  |  |  |  |  |  |  |  |  |  |
|  | 1. Сесілія Невілл, герцогиня Йоркська      |  |  |  |  |  |  |  |  |  |  |  |  |  |  |  |
|  |                                            |  |  |  |  |  |  |  |  |  |  |  |  |  |  |  |
|  |                                            |  |  |  |  |  |  |  |  |  |  |  |  |  |  |  |
|  | 12. Едуард III Англійський                 |  |  |  |  |  |  |  |  |  |  |  |  |  |  |  |
|  |                                            |  |  |  |  |  |  |  |  |  |  |  |  |  |  |  |
|  |                                            |  |  |  |  |  |  |  |  |  |  |  |  |  |  |  |
|  | 6. Джон Гонт, 1-й герцог Ланкастерський    |  |  |  |  |  |  |  |  |  |  |  |  |  |  |  |
|  |                                            |  |  |  |  |  |  |  |  |  |  |  |  |  |  |  |
|  |                                            |  |  |  |  |  |  |  |  |  |  |  |  |  |  |  |
|  | 13. Філіппа де Авен                        |  |  |  |  |  |  |  |  |  |  |  |  |  |  |  |
|  |                                            |  |  |  |  |  |  |  |  |  |  |  |  |  |  |  |
|  |                                            |  |  |  |  |  |  |  |  |  |  |  |  |  |  |  |
|  | 3. Джоан Бофорт, графиня Вестморлендська   |  |  |  |  |  |  |  |  |  |  |  |  |  |  |  |
|  |                                            |  |  |  |  |  |  |  |  |  |  |  |  |  |  |  |
|  |                                            |  |  |  |  |  |  |  |  |  |  |  |  |  |  |  |
|  | 14. Сер Пейн де Роет                       |  |  |  |  |  |  |  |  |  |  |  |  |  |  |  |
|  |                                            |  |  |  |  |  |  |  |  |  |  |  |  |  |  |  |
|  |                                            |  |  |  |  |  |  |  |  |  |  |  |  |  |  |  |
|  | 7. Кетрін Свінфорд                         |  |  |  |  |  |  |  |  |  |  |  |  |  |  |  |
|  |                                            |  |  |  |  |  |  |  |  |  |  |  |  |  |  |  |
|  |                                            |  |  |  |  |  |  |  |  |  |  |  |  |  |  |  |

## Подальше читання
- Ashdown-Hill, J. (18 квітня 2018). Cecily Neville: Mother of Richard III. Pen and Sword Books. ISBN 978-1-5267-0632-4.
- Laynesmith, J.L. (13 липня 2017). Cecily Duchess of York. Bloomsbury Academic. ISBN 978-1-4742-7225-4.
- Licence, A. (2014). Cecily Neville: Mother of Kings. Amberley Publishing. ISBN 978-1-4456-2123-4.
- Mackley, John (1950). Throne, Mildred (ред.). The Civil War Diary of John Mackley. Iowa Journal of History. 48 (2): 150—151.
- Richard III Society Research blog (the editors include Laynesmith)
- Royal Bastardy in Mediaeval England: Part Two. Richard III Society. Архів оригіналу за 26 травня 1998. Процитовано 31 жовтня 2016.
- Hilton, L. (2008). Queens Consort: England's Medieval Queens. Weidenfeld & Nicolson. ISBN 978-0-297-85261-2.
- Laynesmith, J.L. (3 березня 2006). The Kings' Mother. History Today. Т. 56, № 3.
- Licence, A. (17 червня 2013). The White Queen: romance, sex, magic, scowling, social snobbery and battles. New Statesman. Процитовано 30 вересня 2014.
- Pinches, J.H.; Pinches, Rosemary (1974). The Royal Heraldry of England. Heraldry Today. Slough, Buckinghamshire: Hollen Street Press. ISBN 978-0-900455-25-4.
- Spedding, Alison J. (2010). 'At the King's Pleasure': The Testament of Cecily Neville. Midland History. University of Birmingham. 35 (2): 256—72. doi:10.1179/004772910X12760023791976. ISSN 0047-729X.